# Ideguchi Yosuke
Ideguchi Yosuke (sinh ngày 23 tháng 8 năm 1996) là một cầu thủ bóng đá người Nhật Bản hiện đang thi đấu cho Celtic ở giải VĐQG Scotland.

## Đội tuyển bóng đá quốc gia Nhật Bản
Ideguchi Yosuke thi đấu cho đội tuyển bóng đá quốc gia Nhật Bản từ năm 2017.

## Thống kê sự nghiệp
| Đội tuyển bóng đá Nhật Bản | Đội tuyển bóng đá Nhật Bản | Đội tuyển bóng đá Nhật Bản |
| Năm                        | Trận                       | Bàn                        |
| -------------------------- | -------------------------- | -------------------------- |
| 2017                       | 9                          | 1                          |
| 2018                       | 3                          | 1                          |
| 2019                       | 1                          | 0                          |
| Tổng cộng                  | 13                         | 2                          |

### Bàn thắng quốc tế
| # | Ngày                | Địa điểm                                     | Đối thủ           | Bàn thắng | Kết quả | Giải đấu                 |
| - | ------------------- | -------------------------------------------- | ----------------- | --------- | ------- | ------------------------ |
| 1 | 31 tháng 8 năm 2017 | Sân vận động Saitama 2002, Saitama, Nhật Bản | Úc                | 2–0       | 2–0     | Vòng loại World Cup 2018 |
| 2 | 9 tháng 12 năm 2017 | Sân vận động Ajinomoto, Tokyo, Nhật Bản      | CHDCND Triều Tiên | 1–0       | 1–0     | Cúp bóng đá Đông Á 2017  |